# موسون
شهر موسون (به فرانسوی: Musson) در شهرستان ویرتن  در استان لوکزامبورگ  در منطقه فدرال والوون در کشور بلژیک واقع شده‌است.